# Château de Richemont (Villette-sur-Ain)
Pour les articles homonymes, voir Château de Richemont.
Le château de Richemont est un ancien château fort de la fin du XIIIe siècle, centre de la seigneurie de Richemont, qui se dresse sur la commune de Villette-sur-Ain dans le département de l'Ain et la région Auvergne-Rhône-Alpes.
Le château fait l’objet d’une inscription au titre des monuments historiques par arrêté du 9 mars 1927.

## Localisation
Le château de Richemont est situé dans le département français de l'Ain sur la commune de Villette-sur-Ain à 1,5 km au nord de Priay.

## Historique
Le château fut bâti dans les dernières années du XIIIe siècle par Pierre de La Palud, vassal du Dauphin de Viennois. Ruiné en 1595 par les troupes du roi de France Henri IV, il n'est encore, en 1603, qu'une masure.
Il est restauré au XVIIe siècle et subit une profonde remise au goût au XIXe siècle.
C'est dans le château que naquit, le 19 janvier 1773, Louis-Gabriel Michaud, mort membre de l'Institut en 1858. Son frère Joseph, l'auteur du Printemps d'un Proscrit et de l'Histoire des Croisades, y fut élevé.

## Description
Le château de Richemont fut restauré par les soins de Mme de Belvey[réf. nécessaire].
Il se présente comme une haute enceinte quadrangulaire flanquée de tours cylindriques aux angles.